# 下鴫村
下鴫村（しもしぎむら）は、岡山県後月郡にあった村。現在の井原市芳井町下鴫にあたる。

## 地理
小田川支流・鴫川の流域に位置していた。

## 歴史
- 江戸時代、毛利氏の支配を経て、慶長5年（1600年）幕府領となる[2]。成羽藩領を経て元禄10年（1697年）西江原藩領となる[2]。宝永3年（1706年）幕府領、文化10年（1813年）播磨龍野藩預りを経て、文政10年（1827年）一橋家領となる[2]。
- 1864年（明治7年）山鴫村の一部となり、1885年（明治18年）山鴫村が再び分村して山村、上鴫村、下鴫村となる[2]。
- 1889年（明治22年）6月1日、町村制の施行により、後月郡下鴫村が単独で村制施行し、下鴫村が発足[1][2]。大字は編成せず[2]。山村、上鴫村と組合村を形成[2]。
- 1900年（明治33年）4月1日、後月郡山村、上鴫村と合併し共和村を新設して廃止された[1][2]。合併後、共和村大字下鴫となる[2]。

## 産業
- 農業[2]